# كوبي ديتريك
كوبي ديتريك (بالإنجليزية: Coby Dietrick)‏ مواليد 23 يوليو 1948 في ريفرسايد، هو لاعب كرة سلة أمريكي سابق. بدأ مسيرته الاحترافية في سنة 1970. تم اختياره من قبل فريق غولدن ستايت ووريورز خلال الدرافت. يبلغ طوله 6 قدم 10 بوصة (2.1 م). اعتزل اللعب في 1983. أحرز خلال مسيرته في الإن بي إيه 5140 نقطة بمعدل 6.1 نقاط في المباراة الواحدة. لعب مع شيكاغو بولز وسان أنطونيو سبرز.

## روابط خارجية
- كوبي ديتريك على موقع إن بي أي (الإنجليزية)
- كوبي ديتريك على موقع سبورتس رفرنس (الإنجليزية)
- كوبي ديتريك على موقع كلية كرة السلة في سبورتس رفرنس.كوم (الإنجليزية)
- كوبي ديتريك على موقع ريلجم (الإنجليزية)
- كوبي ديتريك على موقع بروبوليرز (الإنجليزية)